# جون هامر
جون هامر (بالإنجليزية: John Hamre)‏ (و. 1950 – م) هو عالم سياسة من الولايات المتحدة الأمريكية ولد في ووترتاون.
وهو عضو في الحزب الجمهوري .

## التعليم
تعلم في جامعة هارفارد، وجامعة جونز هوبكينز.